# Kościół św. Anny Samotrzeciej w Opolu-Chmielowicach
Kościół św. Anny Samotrzeciej – rzymskokatolicki kościół parafialny w Opolu-Chmielowicach przy ul. Mikołaja Moczii 2. Świątynia należy do parafii św. Anny Samotrzeciej w Opolu-Chmielowicach w dekanacie Opole-Szczepanowice, diecezji opolskiej.

## Historia kościoła

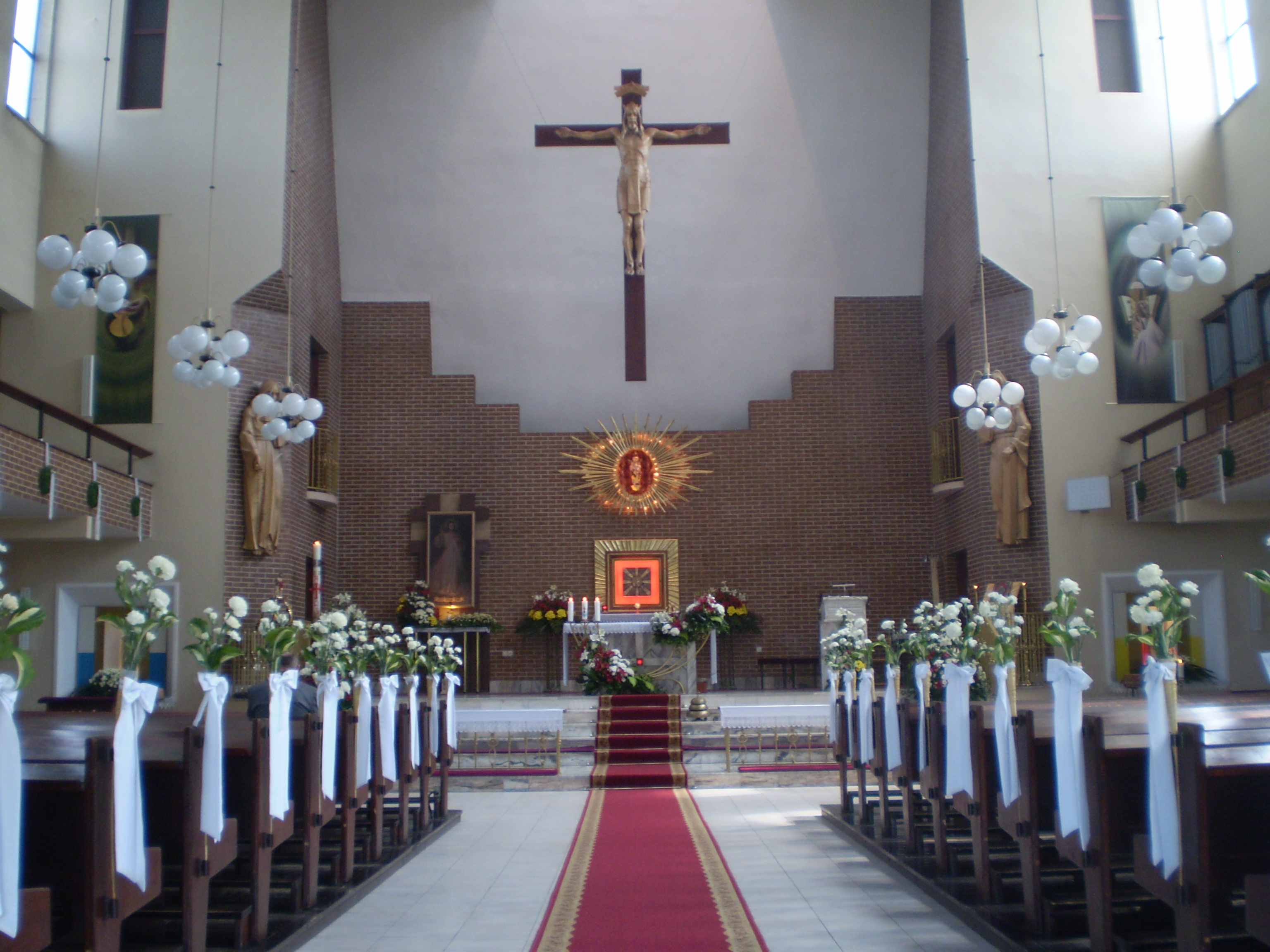
Wnętrze kościoła

Kościół w Chmielowicach został wybudowany w latach 1986-1990, według projektu inżyniera architekta Wilhelma Kika. Organizatorem prac budowlanych był proboszcz ks. Alfred Michalik. Konstruktorem był inż. Helmut Wyzgała a kierownikiem robót inż. Mikołaj Moczia. Konsekracji świątyni dokonał ksiądz biskup Jan Bagiński w dniu 7 października 1990 roku, w rocznicę erygowania parafii w Chmielowicach.

## Architektura i wnętrze kościoła
Nad ołtarzem głównym, w centrum prezbiterium, znajduje się figura św. Anny Samotrzeciej. Po lewej stronie prezbiterium znajduje się ołtarz Miłosierdzia Bożego. Również po lewej stronie prezbiterium, na ścianie, umieszczono figurę Matki Bożej. Pod nią znajduje się zabytkowa drewniana chrzcielnica. Po prawej stronie prezbiterium na ścianie umieszczona jest figura św. Józefa. Kościół posiada trzy nawy. Nawy boczne wieńczą prostokątne nisze: po lewej stronie nisza Matki Bożej Fatimskiej a po prawej nisza św. Jana Pawła II. W nawach bocznych umieszczono osiem witraży przedstawiających historię życia św. Anny zaprojektowanych w 1995 r. przez dr inż. Jana Rabieja. Obok głównego wejścia umieszczono witraże przedstawiające św. Jadwigę Śląską oraz św. Jacka, natomiast nad głównym wejściem witraż upamiętniający obchodzoną w 1995 roku pięćdziesiątą rocznicę obecności figury św. Anny Samotrzeciej w Chmielowicach. Ponadto nad głównym wejściem znajduje się sygnaturka „Vox Domini”. W kościele znajduje się kaplica Matki Bożej Jasnogórskiej przyległa do prezbiterium. Dzwonnica wraz z kaplicą przedpogrzebową jest jednocześnie bramą główną na plac kościelny. Jest wyposażona w trzy dzwony:
- największy (umieszczony jest pośrodku dzwonnicy) – św. Jadwigi,
- średni – Matki Bożej Królowej Różańca Świętego,
- najmniejszy nosi imię – św. Norberta.

Dzwony odlano w 1993 roku, w Ludwisarni Felczyńskich, w Taciszowie.